# Amenemhet (fill de Tuthmosis III)
Amenemhet va ser un príncep egipci de la XVIII Dinastia. Era fill del faraó Tuthmosis III.
| M17 | Y5 · N35 | G17 | F4 · t |

| M17 | Y5 · N35 | G17 | F4 · t |

Era el fill gran i l'hereu del faraó. És possible que la seva mare fos la reina Satiah, tot i que també s'ha proposat que ho fos Neferure, la filla de Hatxepsut i Tuthmosis II, la qual s'hauria casat amb Tuthmosis III. Com que Neferure s'identifica diverses vegades com l'esposa reial de Tuthmosis III mentre Hatxepsut era encara la regent que exercia de faraó, alguns autors pensen que és poc probable que Neferure fos la mare d'Amenemhet.
El nom d'Amenemhet s'esmenta en una inscripció al temple de Karnak l'any 24 de Tuthmosis III, poc després de la mort d'Hatxepsut i de la posterior ascensió del seu pare al tro. Aquell mateix any va ser nomenat Supervisor del bestiar, un títol força inusual per a un príncep.
Amenemhet va morir abans que el seu pare, que va governar durant més de trenta anys després de la mort de Hatxepsut, de manera que el següent faraó va ser el seu germanastre Amenofis II, fill de la Gran Esposa Reial Merit-Ra.